# 氷晶石
氷晶石（ひょうしょうせき、cryolite、クリオライト）は、産出が比較的稀なハロゲン化鉱物の一つ。化学式はNa3AlF6、物質名はヘキサフルオロアルミン酸ナトリウム（Sodium hexafluoroaluminate）。
1799年に西グリーンランドのイビクドゥト（Ivigtût、現在のイヒドゥート(Ivittuut)）で発見された。最初は「解けない氷」と考えられ、外観があまりにも氷に似ていることからこの名前がついた（ギリシャ語で「冷気の石」）。そのほかの国でも産出が報告されているが、現在でも、結晶としてまとまって産出するのはグリーンランドだけである。
単斜晶系。モース硬度は2.5から3。比重は2.95から3。色は、半透明の無色または白色。屈折率が低く1.338で水とほぼ同程度であるため、透明な結晶を水の中に入れるとほとんど見えなくなる。
1886年、アルミニウムの製錬法であるホール・エルー法における融剤（融点1012℃）としての用途が開拓された。このため、グリーンランドは氷晶石の輸出で莫大な富を得た。
現在、アルミの製造にはより安価な蛍石から製造される合成品が用いられているうえ、埋蔵量が底を突いたため1987年にイヒドゥートの鉱山は閉山して町はゴーストタウンと化した。